# Ranunculus novus
Ranunculus novus är en ranunkelväxtart som beskrevs av Lév. och Eugène Vaniot. Ranunculus novus ingår i släktet ranunkler, och familjen ranunkelväxter. Inga underarter finns listade i Catalogue of Life.